# Fumetto

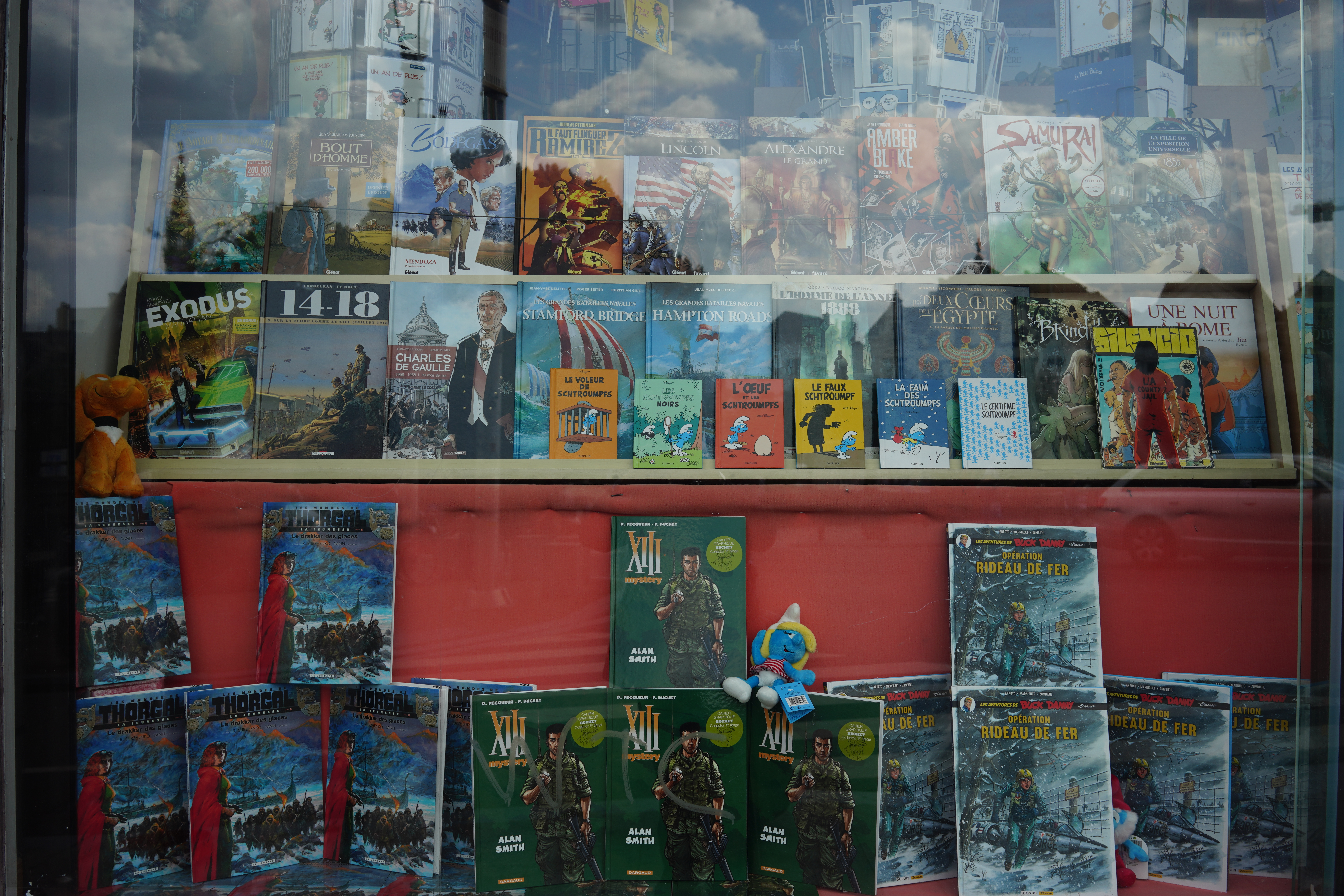
La vetrina di un negozio di fumetti nella città di Bruxelles

Il fumetto è un tipo di medium, solitamente cartaceo, con un proprio linguaggio formato da più codici, costituiti principalmente da immagini e testo, presente all'interno di nuvolette o in didascalie, che insieme generano la narrazione. Un testo pubblicato secondo tali modalità è detto anche giornaletto, albo, storia a fumetti o romanzo a fumetti.
Celebri autori di fumetti hanno proposto altre definizioni, come "letteratura disegnata" (Hugo Pratt) o "arte sequenziale" (Will Eisner). Il critico francese Claude Beylie ha definito il fumetto "la nona arte", riprendendo e ampliando la definizione delle "sette arti" di Ricciotto Canudo.
Il fumetto occupa una parte importante della letteratura per ragazzi, ma è lungi dall'essere limitato a tale ambito. In realtà il medium spazia tra tutti i generi letterari, ed è indirizzato tanto ai ragazzi quanto agli adulti. Tale mezzo di comunicazione è estremamente versatile e può essere usato, oltre che per scopi narrativi, come forma di saggistica, o anche per fornire istruzioni in maniera dettagliata ed esemplificativa, come per esempio una ricetta di cucina o un libretto d'istruzioni d'uso.
Il fumetto è stato oggetto di studi e ricerche; il volume Capire il fumetto. L'arte invisibile è un saggio realizzato interamente a fumetti da Scott McCloud, in cui lo definisce come «immagini e altre figure giustapposte in una deliberata sequenza, con lo scopo di comunicare informazioni e/o produrre una reazione estetica nel lettore».

## Terminologia
Il termine "fumetto" si riferisce più precisamente alla "nuvoletta", simile a uno sbuffo di fumo, utilizzata, all'interno nelle immagini, per riportare il dialogo tra i personaggi. Nonostante il termine "fumetto" abbia dato il nome, in Italia, al mezzo di comunicazione stesso, in questo non solo le nuvolette sono deputate al contenimento del testo, ma vi possiamo trovare anche onomatopee, didascalie interne o esterne alla vignetta, solitamente denominata cartiglio. Nonostante il termine definisca in Italia il mezzo, nei primi anni in cui qui si diffuse - ad esempio sul Corriere dei Piccoli - esso non aveva affatto le nuvolette o fumetti, utilizzando per riportare il dialogo un cartiglio illustrativo in rima posto sotto la vignetta; le rime erano solitamente ottonari o novenari in rima baciata. Questo causò nelle tavole a fumetti importate dall'estero a volte pesanti reinterpretazioni spesso assolutamente non fedeli all'originale. Solo successivamente, nell'immediato dopoguerra, si incominciarono a pubblicare le storie con le nuvolette. Negli USA e nei paesi anglofoni i fumetti sono indicati come comics o comic books, mentre in Giappone vengono chiamati manga ("immagini in movimento"); in Francia si usa l'espressione bande dessinée ("striscia disegnata") e in lingua spagnola historieta o tebeo.

## Storia

### Antichità
Il fumetto si è diffuso nel corso del Novecento con origini nel secolo precedente, ma in diverse epoche più indietro nel tempo si trovano esempi legati alla necessità di dare rappresentazioni grafiche o di associare testi a immagini. Durante la preistoria le pitture rupestri sfruttavano delle immagini per raccontare resoconti di caccia e di vita quotidiana o raffigurare determinate idee e desideri. Nella necropoli di Saqqara in Egitto si trova la cappella funeraria dedicata all'architetto Ankhmahor, dove le raffigurazioni sono inframmezzate da iscrizioni che descrivono i soggetti raffigurati e riportano anche i dialoghi fra questi ultimi.
Le prime lingue si basavano su immagini disegnate, i cosiddetti pittogrammi, come i geroglifici. Questo perché l'immagine, contrariamente alla parola scritta mediante un alfabeto, conserva in sé un immediato carattere di iconicità che permette al fruitore di comprendere discorsi semplici nell'immediato, senza bisogno di un linguaggio complesso come può essere un linguaggio astratto sottoposto alle norme grammaticali. Essa tuttavia diventa oscura in un numerosi casi, quasi ogni qualvolta si implichi una comprensione di fatti complessi, non lineari o astratti.
Nell'antichità classica le decorazioni dei bottegai dell'Impero romano rappresentavano la merce accostandovi frasi di invito; la Colonna Traiana (113 d.C.) narra con una sequenza a spirale le fasi della conquista della Dacia; anche l'arazzo di Bayeux ritrae con una tecnica vicina al moderno fumetto la storia della conquista normanna dell'Inghilterra. Tipica del periodo medievale è poi l'illustrazione con funzione religiosa di scene sequenziali della vita di Gesù e del calvario. Nelle bibbie dei poveri — libretti di quaranta o cinquanta pagine — a immagini della storia sacra erano abbinati versetti biblici o didascalie in latino, mentre le vetrate delle cattedrali gotiche hanno rappresentazioni di santi e angeli dalla cui bocca escono parole in forma di nastri (un'idea forse ispirata dai filatteri ebraici). Altri due esempi antesignani del fumetto si trovano nella trecentesca Annunciazione tra i santi Ansano e Margherita di Simone Martini, in cui dalla bocca dell'angelo escono parole dorate, e nell'Annunciazione di Cortona del Beato Angelico. A questi si aggiunga l'Iscrizione di san Clemente e Sisinnio a Roma (XI secolo).

### Epoca moderna

#### Stati Uniti d'America

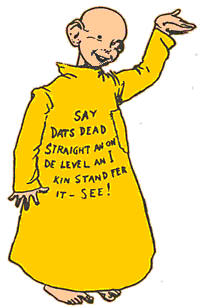
Yellow Kid

Convenzionalmente si faceva risalire la nascita del fumetto all'ideazione del personaggio di Yellow Kid da parte di Richard Felton Outcault, che diede il via all'industria del fumetto statunitense come fenomeno di massa. Esso esordì sul New York World del 7 luglio 1895 ed era caratterizzato da un camicione giallo su cui venivano scritte le battute che pronunciava. Il personaggio è tanto famoso che dà nome a un importante premio italiano del fumetto. Ricerche successive fanno risalire la nascita del fumetto moderno a molto prima, per esempio ai personaggi del ginevrino Rodolphe Töpffer, autore di volumi a fumetti quali Histoire de Mr. Vieux-Bois (1827) e Dr. Festus (1829).
Le prime serie a fumetti vennero pubblicate su quotidiani su cui, giornalmente, erano presentate strisce orizzontali di tre o quattro vignette contenenti un episodio autoconclusivo o una parte di una storia a puntate e, settimanalmente (nello specifico nell'inserto domenicale), venivano allegate intere tavole (3, 4 o 5 strisce per un totale di 9, 12 o 16 vignette). Il mercato dei fumetti sindacati — così detti perché distribuiti dalle corporazioni sindacate, come la United Features Syndicate — si divise sostanzialmente in due filoni: quello delle comic strips, strisce di genere comico solitamente autoconclusive, e quello delle story strips, storie a trama di vario genere, solitamente a puntate. Molti fumetti ebbero una serializzazione giornaliera apparendo sei giorni la settimana con tre o quattro vignette al giorno, altri settimanale e solitamente a colori. Altri ancora furono pubblicati sia in striscia sia in tavola, anche se di solito, per esigenze creative e grafiche e per differenza di pubblico (chi comprava il giornale tutti i giorni spesso non lo comprava la domenica e viceversa), si cercava di mantenere due filoni narrativi differenti. Uno, quello delle strisce, era feriale e l'altro, quello delle tavole, era festivo. Si avevano così due storie parallele dello stesso personaggio, che si svolgevano una sei giorni la settimana e l'altra solo di domenica. Tra i primi e più citati, oltre a Outcault, vi sono Winsor McCay e Lyonel Feininger.
Fra le due guerre mondiali nacque il comic book, che acquisì subito un grande successo e sul quale apparvero storie a puntate di diversi personaggi. Alcuni dei più longevi personaggi nati in questo periodo, come Superman e Batman, sono comparsi per la prima volta su riviste contenitore come Action Comics e Detective Comics e non su albi singoli dedicati, editorialmente rischiosi. Mentre il fumetto sindacato, diffuso su licenza su vari quotidiani, mantenne grandi vendite arrivando facilmente ai milioni di copie vendute grazie alla diffusione e al prezzo dei giornali, il comic book affrontò problemi editoriali e sociali — era il periodo della "corruzione degli innocenti" e del "Comics Code Authority" — ma ne uscì costituendo, almeno in America, un mercato florido.

#### Europa

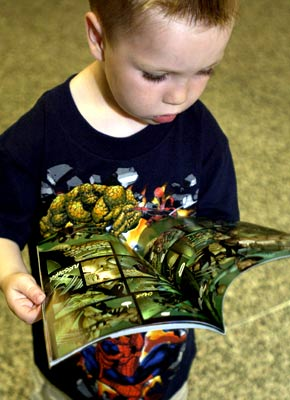
Un bambino che sfoglia un fumetto

Dopo aver esordito su periodici dedicati come il Corriere dei Piccoli i fumetti crebbero notevolmente e si diffusero — specie dopo la disfatta di Caporetto — nelle trincee, attraverso la massiccia pubblicazione di giornali rivolti ai soldati. Oltre al Corriere, nacquero altre riviste contenitore che proposero materiale americano tradotto approssimativamente eliminando le nuvolette in favore di didascalie in rima, ritenute più adatte ai bambini. Negli anni trenta vennero pubblicate anche opere di autori italiani come Kit Carson di Rino Albertarelli, pioniere del genere western, Dick Fulmine o le imprese fantascientifiche di Saturno contro la Terra. Nel secondo dopoguerra comparvero gli albi a strisce e poi gli albi odierni, nel formato Bonelli per il genere avventuroso o tascabile per il genere giallo/nero, generando una delle più fervide e interessanti letterature fumettistiche del Novecento, con personaggi entrati nell'immaginario collettivo come Tex, Zagor, Diabolik.
In Francia e in Belgio, ma anche in Giappone, il fumetto è concepito più alla stregua di romanzo a puntate e le uscite, solitamente irregolari, di un albo di una serie sono concepite come nuovi romanzi di un ciclo avente gli stessi protagonisti, piuttosto che come un'abitudine ricorrente. Questi formati, inoltre, determinano grandi vendite anche grazie alla grande quantità di pubblico medio, che in Italia non legge fumetti o perché li ritiene di poco valore artistico o perché non legge in generale.

#### Sviluppi moderni
Dagli anni ottanta in poi e specialmente negli ultimi due decenni, il mercato si è aperto a un nuovo genere stilistico, quello dei graphic novel, ossia romanzi a fumetti autoconclusivi e non legati a una serie, o comunque concepiti come episodici e non seriali.
Dagli anni duemila e soprattutto dagli anni 2010, con lo sviluppo di Internet, il mercato ha registrato una notevole diminuzione delle vendite, probabilmente perché in questo periodo sono nati i webcomic, caratterizzati da un contatto più diretto tra autore e pubblico in quanto sono autoprodotti senza nessun intermediario. Grazie ad essi, tuttavia, alcuni autori di livello amatoriale riescono a diventare abbastanza famosi da passare al cartaceo, come nel caso di One-Punch Man. In Corea del Sud è stato fondato un sito web specializzato nella pubblicazione di fumetti online chiamato Webtoon che, da distributore di nicchia, con il successo di alcune pubblicazioni come Noblesse e Tower of God è riuscito a sfondare a livello internazionale. Pubblicando fumetti soprattutto in lingua inglese e realizzati da autori provenienti da tutto il mondo è diventato, di fatto, uno dei maggiori distributori mondiali di fumetti. Secondo i dati forniti al Chicago Comics & Entertainment Expo il fumetto di supereroi più letto negli Stati Uniti è unOrdinary, distribuito proprio sulla piattaforma online di Webtoon.

## Realizzazione
Il primo passo è creare la storia, una trama che leghi i disegni presenti nelle pagine. Nella stesura della sceneggiatura si descrivono in modo particolareggiato le vignette, scegliendo il tipo di inquadratura, la grandezza e ogni dettaglio che risulti fondamentale alla narrazione.
Terminata la parte scritta si deve passare alla organizzazione delle pagine. Si procede abbozzando su un foglio le nostre pagine. All'interno si disegnano a grandi linee le vignette e il loro contenuto. Una volta che lo schizzo della pagina ci soddisfa (questo può richiedere numerosi tentativi) si ingrandisce la bozza, a mano o con un fotocopiatore e si disegnano tutti i particolari. L'ultimo passo da compiere è l'inchiostrazione e, eventualmente, la colorazione. Se si vuole si possono aggiungere delle ombre e/o degli altri particolari. 

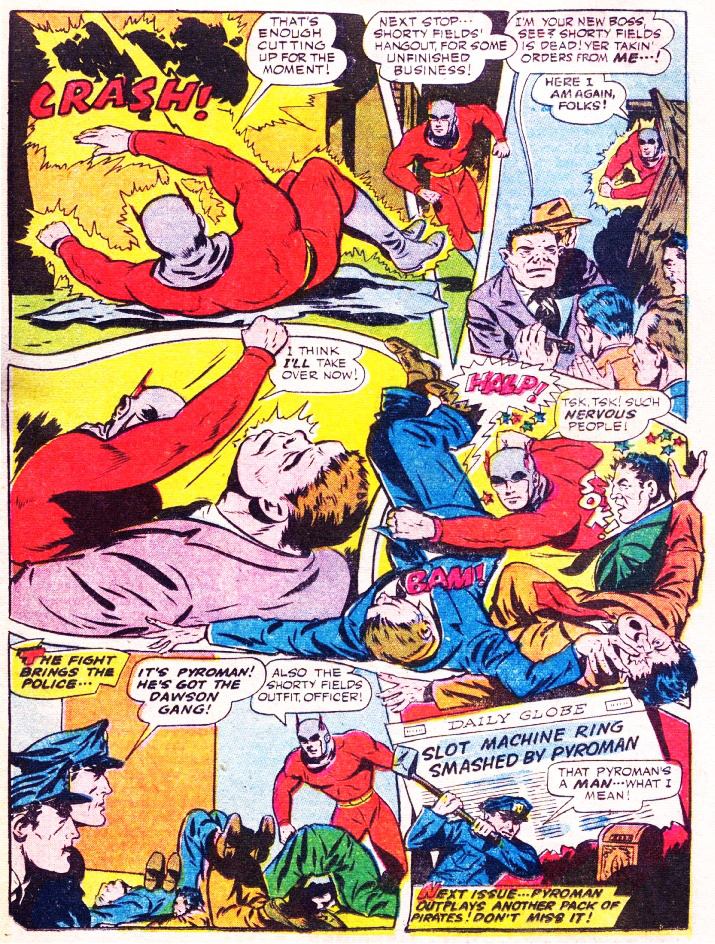
Esempio di pagina di fumetto di un supereroe statunitense degli anni quaranta. America's Best Comics #22 pag. 29 (giugno 1947)

La realizzazione di un fumetto comprende diversi passaggi, che partono dall'idea fino ad arrivare alla stampa:
- soggetto, la trama sintetizzata della storia. Formalmente identico a quello usato per qualsiasi mezzo narrativo, dal romanzo al cinema;
- sceneggiatura, la descrizione dettagliata di tutta la storia. La sceneggiatura comprende la descrizione di luogo e tempo dell'azione, dell'azione stessa, dei dialoghi, delle didascalie e delle onomatopee. Sovente include indicazioni sulle inquadrature e sul numero di vignette in cui suddividere la tavola. Ogni sceneggiatore usa indicazioni e metodi di scrittura diversi;
- documentazione, tutto il materiale, sia visivo che testuale, necessario alla realizzazione dell'opera. Vengono spesso usati riferimenti fotografici, nel caso di fumetti con ambientazioni realistiche, documenti storici, iconografici, ecc.;
- studi, tutti i disegni preparatori, che comprendono la visualizzazione di ambienti e personaggi. Particolarmente importanti quelli relativi ai Personaggi Principali, che devono essere perfettamente definiti, per risultare riconoscibili da vignetta a vignetta. Fondamentali gli studi di costumi e ambientazione nel caso di fumetti storici.
- storyboard, la prima visualizzazione della storia. Ogni tavola viene disegnata, vignetta per vignetta, in maniera approssimativa, per scegliere le migliori inquadrature e valutare l'ingombro visivo del testo (nuvolette, didascalie, onomatopee). In questa fase vi possono essere modifiche anche sostanziali alla sceneggiatura, come cambi di inquadratura, accorpamenti di sequenze o scomposizione di vignette;
- matite, si procede quindi ad un'ulteriore definizione. Lavorando su un formato uguale o più grande di quello di stampa, la tavola viene disegnata in ogni dettaglio;
- inchiostrazione, le matite vengono ripassate a china. Gli strumenti più usati sono il pennello di martora, pennini, pennarelli. La quantità di neri pieni, e lo spessore del tratto varia molto, in base allo stile di disegno;
- colorazione, al disegno in bianco e nero vengono aggiunti i colori. Quasi tutti i fumetti oggi vengono colorati con l'uso di software. Gli strumenti più usati oltre al computer sono acquerelli ed ecoline;
- lettering i testi vengono apposti nelle nuvolette e nelle didascalie in buona grafìa, operazione eseguita a mano fino alla fine del secolo scorso, oggi il lettering è realizzato al computer, tranne in alcuni casi particolari;

A queste fasi si aggiungono tutte quelle relative alla produzione di una rivista o di un libro: la correzione delle bozze, l'impaginazione grafica, la produzione di testata e copertina. Il tutto coordinato da un supervisore, che può essere un curatore editoriale (supervisore del progetto), o l'editore stesso.
Le diverse fasi della produzione possono essere svolte dalla stessa persona o da diverse figure che collaborano alla realizzazione del prodotto finito. Nelle grandi case editrici che producono periodici (riviste o albi di serie) a cadenza fissa, il processo è suddiviso piuttosto rigidamente in diverse figure professionali. La suddivisione più comune è quella tra sceneggiatore (soggetto, sceneggiatura), disegnatore (storyboard, matite), inchiostratore (chine), colorista (colorazione) e letterista (lettering).
Al di fuori delle logiche produttive vincolate a scadenze fisse e grandi apparati redazionali, tutti i ruoli possono essere suddivisi più liberamente, e spesso i diversi gradi di definizione di sceneggiatura e storyboard variano molto, in base al tipo di rapporto che esiste tra sceneggiatore e disegnatore e la loro possibilità di comunicare direttamente.
Nel caso che tutto il lavoro sia compiuto da una sola persona, detto solitamente autore, alcune fasi possono essere abbreviate o saltate completamente. Nel caso delle autoproduzioni non è raro che l'autore si occupi di ogni fase, compresa la distribuzione e la vendita.

## Fumettisti
Il fumettista è l'ideatore/disegnatore di storie a fumetti. Il termine cartoonist divenne di pubblico dominio dopo l'intervento dello sceneggiatore Carlo Chendi, curatore della Mostra internazionale dei cartoonists di Rapallo - con il quale si indica un generico lavoratore nel campo del fumetto.
Il termine "fumettaro" è un neologismo con il quale si indica sia l'autore di fumetti che il lettore appassionato al genere. L'editore e autore di fumetti Sergio Bonelli, riferendosi al padre Gianluigi, lo definiva fumettaro.
L'incertezza nella nomenclatura implica lo storico disinteresse da parte dei grandi mezzi di comunicazione, che non hanno mai avuto alcun interesse ad elevare la cultura dei consumatori di carta. Un termine largamente usato in passato, ora invece specializzatosi per indicare "disegnatore di vignette satiriche, solitamente per quotidiani, spesso di tema politico", è vignettista.

## Fiere
Il successo del medium ha portato alla nascita di fiere in cui gli appassionati si riuniscono per incontrare fumettisti, esperti e venditori. In genere è un evento che dura qualche giorno, ospitato in centro congressi o altro. In alcune di esse si incominciarono ad assegnare premi, come ad esempio lo Eisner Awards alla San Diego Comic-Con International dal 1988 o anche lo Yellow Kid assegnato dal Salone Internazionale dei Comics.